# Raised on Robbery
Raised on Robbery ist ein Lied von Joni Mitchell, das 1973 als erste Single vorab aus dem 1974 veröffentlichten Album Court and Spark ausgekoppelt wurde.

## Text und Musik
Der Text handelt von einer Prostituierten, die versucht, einen Mann abzuschleppen, der allein in einem Hotel sitzt. Die Prostituierte erzählt ihm von ihrem Leben, bis der Mann am Ende des Liedes geht. Der Musikkritiker der Los Angeles Times, Robert Hilburn, erklärt, dass der Text zwar provokativ ist, aber für das AM-Radio „gut genug getarnt“ ist, zum Beispiel durch die Verwendung einer Kochmetapher.
Raised on Robbery hat eine strophenartige Struktur mit einem Refrain am Ende jeder Strophe und einer vierzeiligen Einleitung, die den Schauplatz und die Charaktere beschreibt. Die Musik ist kommerzieller als ein Großteil der Musik, die Mitchell vor der Veröffentlichung dieses Liedes gemacht hat, und der Allmusic-Kritiker William Ruhlmann beschreibt es als „eine reine Rocknummer“, obwohl Mitchell die akustische Gitarre verwendet, für die sie bekannt war. Robbie Robertson von The Band spielte in dem Song elektrische Gitarre, um das Rockmusikgefühl zu verstärken. Billboard beschrieb das Gitarrenspiel als „funky“ und sagte, dass die Gitarren und Bläser die Musik im Fluss halten. Laut dem Musikprofessor Lloyd Whitesell setzt Mitchell „stimmliche Histrionik ein, um die Prostituierte zu porträtieren“ und vermittelt ihre freche Persönlichkeit durch „einen hellen, kraftvollen Gesangston und anzügliche, extravagante Slides“.

## Rezeption
Der Musikkritiker Sean Nelson (* 1973) sah Raised on Robbery als eine Hommage an Rock’n’Roll-Songs der 1950er Jahre wie Shake Rattle and Roll und an Interpreten wie Chuck Berry, fand es aber nicht sehr überzeugend und meinte, es klinge „dröge und faltig“, während Ruhlmann den Song als eine perfekt umgesetzte „Kurzgeschichte in einem Lied“ mit „witzigen und frechen“ Texten betrachtete. Jason Ankeny, ein weiterer Allmusic-Kritiker, erklärte, dass Raised on Robbery „einen äußerst witzigen Blick auf die räuberische Umgebung der Single-Bar-Szene bietet“. Hilburn bezeichnete es als das lebendigste Stück" auf Court and Spark und nannte es eine überraschende, aber willkommene Übung in Humor." Der Kritiker des Tallahassee Democrat, Bud Newman meinte, dass es der einzige Song auf Court and Spark sei, der einen direkt packt und an den Text und das musikalische Paket fesselt".
Raised on Robbery erreichte Platz 50 der Cashbox-Single-Charts, Platz 65 der Billboard Hot 100 und Platz 40 der Billboard Adult Contemporary-Charts.
Raised on Robbery war später auf der Videoversion von Mitchells Live-Album Shadows and Light aus dem Jahr 1980 enthalten, ebenso wie auf ihren Kompilationsalben Hits (1996) und Songs of a Prairie Girl (2005).